# Sozialdemokratische Partei Taiwans
Die Sozialdemokratische Partei Taiwans (chinesisch 社會民主黨, Pinyin Shehuì Mínzhǔ Dǎng, kurz 社民黨,  Shemíndǎng, englisch Social Democratic Party, kurz SDP) ist eine Partei in der Republik China (Taiwan). Sie wurde 2015 gegründet. Die Partei ging aus der Sonnenblumen-Studentenbewegung hervor. Gesellschaftspolitisch tritt die SDP für Bürgerrechte, Öffnung der Gesellschaft und Bürgerbeteiligung ein. Außenpolitisch will sie die Unabhängigkeit und die Eigenständigkeit Taiwans vertiefen.

## Bisherige Wahlergebnisse
Bei der Wahl zum Legislativ-Yuan 2016 ging die SDP ein Wahlbündnis mit der Grünen Partei Taiwans ein. Dieses Bündnis erreichte 2,5 % der Stimmen. Danach löste die Grüne Partei das Bündnis mit den Sozialdemokraten wieder. Bei den Regionalwahlen 2018 erzielte die Partei einen ersten größeren Erfolg und konnte einen Abgeordnete in den Stadtrat von Taipeh entsenden.
| Landesweite Wahl                | Stimmen | Prozent |
| ------------------------------- | ------- | ------- |
| Wahl des Legislativ-Yuans 2016† | 308.106 | 2,53 %  |

†Gemeinsame Wahlliste mit der Grünen Partei Taiwans.